# Liga dos Campeões da CAF de 2012
A Liga dos Campeões da CAF de 2012 foi a 48ª edição da maior competição de clubes da África e a 16ª edição sobre o atual formato de competição. Como campeão, o Al-Ahly teve o direito de ser o representante africano na Copa do Mundo de Clubes da FIFA de 2012.

## Fase preliminar
As tabelas da Fase Preliminar, Primeira Fase e Segunda Fase foram anunciados em 9 de dezembro de 2011.
As fases preliminares são decididas em dois jogos, com os o resultado agregado sendo utilizado para determinar o vencedor. Se os terminarem empatados após a segunda partida, a regra de gols marcados fora é aplicada, e se continuar empatado, o desempate acontece diretamente em uma disputa de pênaltis (sem prorrogação).
| Equipe 1        | Total       | Equipe 2             | 1.º jogo | 2.º jogo |
| --------------- | ----------- | -------------------- | -------- | -------- |
| ASFA Yennenga   | 1–4         | ASO Chlef            | 0–0      | 1–4      |
| AS Vita Club    | 6–4         | Athlético Olympic    | 5–0      | 1–4      |
| DFC8            | 2–2 (gf)    | Les Astres           | 1–0      | 1–2      |
| Young Africans  | 1–2         | Zamalek              | 1–1      | 0–1      |
| Missile         | 3–4         | Africa Sports        | 3–2      | 0–2      |
| Ports Authority | 0–1         | Horoya AC            | 0–0      | 0–1      |
| Foullah Edifice | 1–3         | JSM Béjaïa           | 0–0      | 1–3      |
| AFAD Djékanou   | 2–0         | Diables Noirs        | 1–0      | 1–0      |
| Tusker          | 0–1         | APR                  | 0–0      | 0-1      |
| Coin Nord       | 2–4         | Ethiopian Coffee     | 1–0      | 1–4      |
| ASGNN           | 0–1         | Tonnerre             | 0–0      | 0–1      |
| Orlando Pirates | 2–4         | Recreativo do Libolo | 1–3      | 1–1      |
| URA             | 3–0         | Lesotho              | 3–0      | 0–0      |
| Mafunzo         | 0–5         | Liga Muçulmana       | 0–2      | 0–3      |
| Brikama United  | 1–1 (3–1 p) | US Ouakam            | 0–1      | 1–0      |
| CD Elá Nguema   | 0–6         | Dolphins             | 0–3      | 0–3      |
| LISCR           | 0–5         | Berekum Chelsea      | 0–2      | 0–3      |
| Green Mamba     | 2–8         | FC Platinum          | 2–4      | 0–4      |
| Japan Actuel's  | 1–8         | Power Dynamos        | 1–5      | 0–3      |

## Primeira fase
| Equipe 1             | Total    | Equipe 2        | 1.º jogo | 2.º jogo |
| -------------------- | -------- | --------------- | -------- | -------- |
| ASO Chlef            | 3–2      | AS Vita Club    | 0–0      | 3–2      |
| DFC8                 | 1–8      | Al-Hilal        | 0–3      | 1–5      |
| Zamalek              | 2–2 (gf) | Africa Sports   | 1–0      | 1–2      |
| Horoya AC            | 1–4      | Maghreb de Fès  | 1–1      | 0–3      |
| JSM Béjaïa           | 1–5      | AFAD Djékanou   | 1–2      | 0–3      |
| APR                  | 2–3      | Etoile Sahel    | 0–0      | 2–3      |
| Ethiopian Coffee     | 0–3      | Al-Ahly         | 0–0      | 0–3      |
| Tonnerre             | 2–5      | Stade Malien    | 0–0      | 2–5      |
| Recreativo do Libolo | 4–4 (gf) | Sunshine Stars  | 4–1      | 0–3      |
| URA                  | w/o1     | Djoliba         | 0–2      | —        |
| Liga Muçulmana       | 2–3      | Dynamos         | 2–2      | 0–1      |
| Brikama United       | 2–4      | Espérance ST    | 1–1      | 1–3      |
| Dolphins             | 2–2 (gf) | Coton Sport     | 2–1      | 0–1      |
| Berekum Chelsea      | 5–3      | Raja Casablanca | 5–0      | 0–3      |
| FC Platinum          | 2–5      | Al-Merreikh     | 2–2      | 0–3      |
| Power Dynamos        | 1–7      | TP Mazembe      | 1–1      | 0–6      |

Notas
- Nota 1: Djoliba avançou para a segunda fase após decisão da CAF, devido a equipe do URA não viajar para disputar a segunda partida, devido à crise política no Mali.

## Segunda fase
| Equipe 1        | Total      | Equipe 2       | 1.º jogo | 2.º jogo |
| --------------- | ---------- | -------------- | -------- | -------- |
| Al-Hilal        | 2–2 (2–4p) | ASO Chlef      | 1–1      | 1–1      |
| Maghreb de Fès  | 0–4        | Zamalek        | 0–2      | 0–2      |
| ES Sahel        | 4–2        | AFAD Djékanou  | 4–1      | 0–1      |
| Stade Malien    | 2–3        | Al-Ahly        | 1–0      | 1–3      |
| Djoliba         | 1–2        | Sunshine Stars | 1–1      | 0–1      |
| Espérance ST    | 7–1        | Dynamos        | 6–0      | 1–1      |
| Berekum Chelsea | 2–1        | Coton Sport    | 0–0      | 2–1      |
| TP Mazembe      | 3–1        | Al-Merreikh    | 2–0      | 1–1      |

Os times eliminados vão para o play-off da Copa das Confederações da CAF de 2012.

## Fase de grupos
O sorteio para a fase de grupos será realizado após a conclusão da segunda fase eliminatória. As rodadas serão em 6-8 de julho, 20-22 de julho, 3-5 de agosto, 17-19 de agosto, 31 de agosto - 2 de setembro e 14-16 de setembro.

### Grupo A
| Time            | Pts                | J                  | V                  | E                  | D                  | GF                 | GS                 | SG                 |
| --------------- | ------------------ | ------------------ | ------------------ | ------------------ | ------------------ | ------------------ | ------------------ | ------------------ |
| Espérance ST    | 9                  | 4                  | 3                  | 0                  | 1                  | 6                  | 3                  | +3                 |
| Sunshine Stars  | 6                  | 4                  | 2                  | 0                  | 2                  | 4                  | 4                  | 0                  |
| ASO Chlef       | 3                  | 4                  | 1                  | 0                  | 3                  | 4                  | 7                  | -3                 |
| Étoile du Sahel | Desclassificado[a] | Desclassificado[a] | Desclassificado[a] | Desclassificado[a] | Desclassificado[a] | Desclassificado[a] | Desclassificado[a] | Desclassificado[a] |

|                 | CHL | EST | ESS | SUN |
| --------------- | --- | --- | --- | --- |
| ASO Chlef       | -   | 1–0 | -   | 1–2 |
| Espérance ST    | 3–2 | –   | –   | 1–0 |
| Étoile du Sahel | –   | –   | –   | –   |
| Sunshine Stars  | 2–0 | 0–2 | –   | –   |

O jogo Étoile du Sahel x Espérance ST foi suspenso quando o placar marcava 2x0 para o Espérance.
- a. ^  O ES Sahel foi expulso da competição depois da invasão de campo dos torcedores no jogo contra o Espérance ST, no dia 18 de agosto.[3]

### Grupo B
| Time            | Pts | J | V | E | D | GF | GS | SG |
| --------------- | --- | - | - | - | - | -- | -- | -- |
| Al-Ahly         | 11  | 6 | 3 | 2 | 1 | 9  | 6  | +3 |
| TP Mazembe      | 10  | 6 | 3 | 1 | 2 | 9  | 6  | +3 |
| Berekum Chelsea | 9   | 6 | 2 | 3 | 1 | 9  | 10 | -1 |
| Zamalek         | 2   | 6 | 0 | 2 | 4 | 5  | 9  | -4 |

|                 | AHL | BER | TPM | ZAM |
| --------------- | --- | --- | --- | --- |
| Al-Ahly         | –   | 4–1 | 2–1 | 1–1 |
| Berekum Chelsea | 1–1 | –   | 1–0 | 3–2 |
| TP Mazembe      | 2–0 | 2–2 | –   | 2–0 |
| Zamalek         | 0–1 | 1–1 | 1–2 | –   |

## Semifinal
| Equipe 1       | Total | Equipe 2     | 1.º jogo | 2.º jogo |
| -------------- | ----- | ------------ | -------- | -------- |
| TP Mazembe     | 0–1   | Espérance ST | 0–0      | 0–1      |
| Sunshine Stars | 3–4   | Al-Ahly      | 3–3      | 0–1      |

### Jogos de ida
| 6 de outubro de 2012 | Sunshine Stars                                 | 3 – 3     | Al-Ahly                    | Otunba Dipo Dina International Stadium, Ijebu Ode |
| 15:00 UTC+1          | Tamen 34' · Olorundare 73' (pen.) · Osasco 84' | Relatório | Geddo 18', 74' · Hamdy 30' | Árbitro: RSA Daniel Bennett                       |

| 7 de outubro de 2012 | TP Mazembe | 0 – 0     | Espérance ST | Stade TP Mazembe, Lubumbashi |
| 15:30 UTC+2          |            | Relatório |              | Árbitro: CIV Noumandiez Doué |

### Jogos de volta
| 20 de outubro de 2012 | Espérance ST | 1 – 0     | TP Mazembe | Stade Olympique de Radès, Radès |
| 19:00 UTC+1           | Mansour 70'  | Relatório |            | Árbitro: SEN Badara Diatta      |

| 21 de outubro de 2012 | Al-Ahly   | 1 – 0     | Sunshine Stars | Cairo Military Academy Stadium, Cairo |
| 20:00 UTC+2           | Geddo 28' | Relatório |                | Árbitro: CMR Neant Alioum             |